# UEFA欧州選手権1984
UEFA欧州選手権1984（英: 1984 UEFA European Football Championship）は、第7回目のUEFA欧州選手権であり、ヨーロッパ各国の代表チームによって争われるサッカーの大会である。UEFA欧州選手権はヨーロッパで行われる欧州サッカー連盟主催の大会で、4年毎に開催される。
ユーロ1984の本大会は、フランスで1984年6月12日から同年6月27日。予選を突破した7カ国と開催国であるフランスの間で争われた。

## 大会前の状況
当初から開催国のフランスが優勝候補筆頭と目されていた。1982年スペインW杯のメンバーからDFのマリウス・トレゾールが引退したものの、1983年度欧州最優秀選手のミシェル・プラティニ、アラン・ジレス、ジャン・ティガナの攻撃陣が好調を維持していた。
これに続くのがスペインW杯準優勝の西ドイツと、前回大会準優勝のベルギーだと思われていたが、西ドイツはカール・ハインツ・ルンメニゲが健在なもののベルント・シュスターの代表拒否とフェリックス・マガトが不調を理由に落選した事でゲームメーカー不在の状況に陥り、このポジションを誰が務めるのかが問題となった。
ベルギーは従来のジャン・マリー・プファフ、ヤン・クーレマンス達に、18歳のMFエンツォ・シーフォが新たに加わった、だがディフェンスの中心エリック・ゲレツを怪我で欠いていたことが不安材料であった。またダークホースにイングランドを予選で下したデンマークが挙げられた。
運営面ではイングランドとオランダが予選で敗退したことで当時、深刻化していたフーリガン問題は一先ず忌避出来ると考えられた。

## 総論
大会はフランスの圧倒的な強さでの優勝で幕を下ろした、元々パスサッカーを得意としていたフランスだったがそれに加え、プラティニが毎試合得点の9ゴール、全ての試合で決勝ゴールを決める活躍をみせた。またGKのジョエル・バツ、守備的MFのルイス・フェルナンデスが加入しディフェンスの弱点が補強されたことも要因にあげられる。長い間、フランスを率いてきた監督のミシェル・イダルゴはこの大会を最後に勇退した。
これに対して西ドイツは期待を裏切る形に終わった。ゲームメーカー不在問題を、そのポジションにルンメニゲを置くことで解決しようとしたが機能せずグループリーグ敗退、責任を問われた監督のユップ・デアヴァルは解任され、監督資格を持たないフランツ・ベッケンバウアーを「チーム・シェフ」と言う役職で代表に迎えることになった。
また次の時代を担う若手選手も多数現れた。ベスト4進出と旋風を巻き起こしたデンマークのミカエル・ラウドルップ、ベルギーのシーフォは1986年のメキシコW杯でも活躍した。他にはまだ無名だったがユーゴスラビアのドラガン・ストイコビッチ、ルーマニアのゲオルゲ・ハジら80年代後半以降に頭角を現す選手もこの大会に出場している。
また、前回のワールドカップで発生した「ヒホンの恥」の影響により、この大会からグループリーグ最終節は同時開催となった。これ以降、多くの国際大会で採用されている。

## 予選
予選は32か国（アルバニアが3大会ぶりに出場）を7つのグループに分けて、それぞれホームアンドアウェー方式の総当たり戦を行い、勝利には勝ち点2、引分けには勝ち点1、敗北には勝ち点0が与えられた。各組の1位が本大会への出場権を獲得した。

## 出場国
グループ A
- フランス
- ベルギー
- デンマーク
- ユーゴスラビア

グループ B
- 西ドイツ
- スペイン
- ポルトガル
- ルーマニア

## 会場一覧
| スタジアム名                     | 所在地             | 収容人数 |
| -------------------------------- | ------------------ | -------- |
| パルク・デ・プランス             | パリ               | 48,527   |
| スタッド・ジェルラン             | リヨン             | 42,000   |
| ラ・ボージョワール               | ナント             | 34,647   |
| スタッド・フェリックス・ボラール | ランス             | 42,000   |
| スタッド・ル・メノ               | ストラスブール     | 29,000   |
| スタッド・ジェフロワ＝ギシャール | サン＝テティエンヌ | 36,600   |
| スタッド・ヴェロドローム         | マルセイユ         | 59,140   |

## グループリーグ
1984年当時における勝ち点の計算方法は、勝利の場合勝ち点2、引き分けの場合1であったため、以下この勝ち点を適用して結果を記す。

### グループ A
| チーム         | 試合 | 勝利 | 引分 | 敗戦 | 得点 | 失点 | 得失差 | 勝点 |
| -------------- | ---- | ---- | ---- | ---- | ---- | ---- | ------ | ---- |
| フランス       | 3    | 3    | 0    | 0    | 9    | 2    | +7     | 6    |
| デンマーク     | 3    | 2    | 0    | 1    | 8    | 3    | +5     | 4    |
| ベルギー       | 3    | 1    | 0    | 2    | 4    | 8    | −4     | 2    |
| ユーゴスラビア | 3    | 0    | 0    | 3    | 2    | 10   | −8     | 0    |

| 1984年6月12日 20:30 CEST |

| フランス        | 1 – 0 | デンマーク |
| プラティニ 89分 |       |            |

| パルク・デ・プランス（パリ） 観客数: 47,570人 |

| 1984年6月13日 20:30 CEST |

| ベルギー                            | 2 – 0 | ユーゴスラビア |
| ヴァンデンベルグ 28分 · グルン 45分 |       |                |

| スタッド・フェリックス・ボラール（ランス） 観客数: 40,000人 |

| 1984年6月16日 17:15 CEST |

| フランス                                                            | 5 – 0 | ベルギー |
| プラティニ 4分 74分 (pen.) 89分 · ジレス 33分 · フェルナンデス 43分 |       |          |

| スタッド・ドゥ・ラ・ボージョワール（ナント） 観客数: 51,359人 |

| 1984年6月16日 20:30 CEST |

| デンマーク                                                                            | 5 – 0 | ユーゴスラビア |
| アルネセン 8分, 69分 (pen.) · ベアグリーン 16分 · エルケーア 82分 · ラウルドセン 84分 |       |                |

| スタッド・ジェルラン（リヨン） 観客数: 34,745人 |

| 1984年6月19日 20:30 CEST |

| フランス                    | 3 – 2 | ユーゴスラビア                                       |
| プラティニ 59分, 62分, 77分 |       | シェスティッチ 32分 · D.ストイコヴィッチ 84分 (pen.) |

| スタッド・ジェフロワ＝ギシャール（サン＝テティエンヌ） 観客数: 45,789人 |

| 1984年6月19日 20:30 CEST |

| デンマーク                                               | 3 – 2 | ベルギー                              |
| アルネセン 41分 (pen.) · ブライル 60分 · エルケーア 84分 |       | クーレマンス 26分 · ベルクテレン 39分 |

| スタッド・ル・メノ（ストラスブール） 観客数: 36,911人 |

### グループB
| チーム     | 試合 | 勝利 | 引分 | 敗戦 | 得点 | 失点 | 得失差 | 勝点 |
| ---------- | ---- | ---- | ---- | ---- | ---- | ---- | ------ | ---- |
| スペイン   | 3    | 1    | 2    | 0    | 3    | 2    | +1     | 4    |
| ポルトガル | 3    | 1    | 2    | 0    | 2    | 1    | +1     | 4    |
| 西ドイツ   | 3    | 1    | 1    | 1    | 2    | 2    | 0      | 3    |
| ルーマニア | 3    | 0    | 1    | 2    | 2    | 4    | −2     | 1    |

| 1984年6月14日 17:15 CEST |

| ドイツ | 0 – 0 | ポルトガル |
|        |       |            |

| スタッド・ル・メノ（ストラスブール） 観客数: 47,950人 |

| 1984年6月14日 15:15 CEST |

| ルーマニア  | 1 – 1 | スペイン             |
| ベレニ 35分 |       | カラスコ 22分 (pen.) |

| スタッド・ジェフロワ＝ギシャール（サン＝テティエンヌ） 観客数: 17,102人 |

| 1984年6月17日 17:15 CEST |

| ドイツ              | 2 – 1 | ルーマニア  |
| フェラー 25分, 66分 |       | コラス 46分 |

| スタッド・フェリックス・ボラール（ランス） 観客数: 31,803人 |

| 1984年6月17日 20:30 CEST |

| ポルトガル  | 1 – 1 | スペイン              |
| ソウザ 52分 |       | サンティリャーナ 73分 |

| スタッド・ヴェロドローム（マルセイユ） 観客数: 30,000人 |

| 1984年6月20日 20:15 CEST |

| ドイツ | 0 – 1 | スペイン      |
|        |       | マセーダ 52分 |

| パルク・デ・プランス（パリ） 観客数: 47,691人 |

| 1984年6月20日 20:30 CEST |

| ポルトガル | 1 – 0 | ルーマニア |
| ネネ 81分  |       |            |

| スタッド・ドゥ・ラ・ボージョワール（ナント） 観客数: 24,266人 |

## 決勝トーナメント
|  | 準決勝               | 準決勝   |                |       | 決勝 | 決勝 |
|  |                      |          |                |       |      |      |
|  | 6月23日 - マルセイユ |          |                |       |      |      |
|  |                      |          |                |       |      |      |
|  | フランス (延長)      | 3        |                |       |      |      |
|  | フランス (延長)      | 3        | 6月27日 - パリ |       |      |      |
|  | ポルトガル           | 2        |                |       |      |      |
|  | ポルトガル           | 2        | フランス       | 2     |      |      |
|  | 6月24日 - リヨン     |          | フランス       | 2     |      |      |
|  |                      | スペイン | 0              |       |      |      |
|  | スペイン (p)         | スペイン | 0              | 1 (5) |      |      |
|  | スペイン (p)         |          |                | 1 (5) |      |      |
|  | デンマーク           | 1 (4)    |                |       |      |      |
|  | デンマーク           | 1 (4)    |                |       |      |      |

### 準決勝
| 1984年6月23日 20:15 CEST |

| フランス                                | 3 – 2 (延長) | ポルトガル            |
| ドメルグ 24分, 114分 · プラティニ 119分 |              | ジョルダン 74分, 98分 |

| スタッド・ヴェロドローム（マルセイユ） 観客数: 54,848人 |

| 1984年6月24日 20:15 CEST |

| スペイン                                                         | 1 – 1 (延長) | デンマーク                                            |
| マセーダ 67分                                                    |              | レアビー 7分                                          |
|                                                                  | PK戦         |                                                       |
| サンティリャーナ セニョール・ゴメス ウルキアガ ムニョス サラビア | 5 – 4        | ブライル J・オルセン ラウドルップ レアビー エルケーア |

| スタッド・ジェルラン（リヨン） 観客数: 47,483人 |

### 決勝
| 1984年6月27日 20:00 CEST |

| フランス                      | 2 – 0 | スペイン |
| プラティニ 57分 · ベロン 90分 |       |          |

| パルク・デ・プランス（パリ） 観客数: 47,368人 |

## 最終結果
| UEFA欧州選手権1984優勝国 |
| ------------------------ |
| · フランス · 初優勝      |

## 得点ランキング
9得点
- ミシェル・プラティニ

3得点
- フランク・アルネセン

2得点
- ジャン＝フランソワ・ドメルグ
- アントニオ・マセーダ
- ルイ・ジョルダン
- プレーベン・エルケーア・ラルセン
- ルディ・フェラー